# Black Cherry (album)
 (mai 2017).
Si vous disposez d'ouvrages ou d'articles de référence ou si vous connaissez des sites web de qualité traitant du thème abordé ici, merci de compléter l'article en donnant les références utiles à sa vérifiabilité et en les liant à la section « Notes et références ».
Albums de Goldfrapp
Felt Mountain
(2000) Supernature
(2005)
Singles
1. Train
Sortie : 14 avril 2003
2. Strict Machine
Sortie : 21 juillet 2003
3. Twist
Sortie : 3 novembre 2003
4. Black Cherry
Sortie : 1er mars 2004

Black Cherry est le deuxième album studio du groupe de musique électronique Goldfrapp, composé de Will Gregory et Alison Goldfrapp, sorti en 2003.

## Présentation
Édité par le label Mute Records le 28 avril 2003, Black Cherry constitue un véritable virage artistique pour le groupe. En effet, le duo use d'effets sonores bien plus percutants, de beats plus que présents, faisant de cet opus un album plus provocateur que son prédécesseur Felt Mountain (2000), orienté ambient.
Intégrant des tonalités glam rock et synthpop, Goldfrapp s'inspire du groupe disco espagnol Baccara et de l'artiste techno suédois Håkan Lidbo (en).
L'album est récompensé par des critiques positives, avec de nombreuses analyses qui complètent son style d'un mélange de musique pop-électro rétro et moderne. Il connaît par ailleurs un plus grand succès et permet au groupe d'être dévoilé au public.
L'album débute à la 19e place du classement UK Albums Chart et est certifié platine par l'industrie phonographique britannique (BPI). En mai 2005, il s'en est vendu près de 500 000 exemplaires à travers le monde.
Black Cherry produit quatre singles, y compris Strict Machine qui se classe en 20e position du UK Singles Chart et qui vaut au groupe une nomination pour le titre de Best British Dance Act (meilleure performance dance) aux Brit Awards de 2004.
L'album est soutenu par une tournée, le Black Cherry Tour (2003-2004).

## Liste des titres
Toutes les chansons sont écrites et composées par Will Gregory et Alison Goldfrapp, sauf annotation.
| 1.    | Crystalline Green                              | 4:28 |
| 2.    | Train                                          | 4:11 |
| 3.    | Black Cherry                                   | 4:56 |
| 4.    | Tiptoe                                         | 5:10 |
| 5.    | Deep Honey                                     | 4:01 |
| 6.    | Hairy Trees                                    | 4:37 |
| 7.    | Twist                                          | 3:33 |
| 8.    | Strict Machine (Goldfrapp, Gregory, Nick Batt) | 3:51 |
| 9.    | Forever                                        | 4:15 |
| 10.   | Slippage                                       | 3:55 |
| 42:59 |                                                |      |

| Titres bonus - Édition japonaise (Mute Records, Toshiba EMI, 23 avril 2003) | Titres bonus - Édition japonaise (Mute Records, Toshiba EMI, 23 avril 2003) | Titres bonus - Édition japonaise (Mute Records, Toshiba EMI, 23 avril 2003) | Titres bonus - Édition japonaise (Mute Records, Toshiba EMI, 23 avril 2003) | Titres bonus - Édition japonaise (Mute Records, Toshiba EMI, 23 avril 2003) | Titres bonus - Édition japonaise (Mute Records, Toshiba EMI, 23 avril 2003) | Titres bonus - Édition japonaise (Mute Records, Toshiba EMI, 23 avril 2003) | Titres bonus - Édition japonaise (Mute Records, Toshiba EMI, 23 avril 2003) | Titres bonus - Édition japonaise (Mute Records, Toshiba EMI, 23 avril 2003) | Titres bonus - Édition japonaise (Mute Records, Toshiba EMI, 23 avril 2003) |
| No                                                                          | Titre                                                                       | Durée                                                                       |                                                                             |                                                                             |                                                                             |                                                                             |                                                                             |                                                                             |                                                                             |
| --------------------------------------------------------------------------- | --------------------------------------------------------------------------- | --------------------------------------------------------------------------- | --------------------------------------------------------------------------- | --------------------------------------------------------------------------- | --------------------------------------------------------------------------- | --------------------------------------------------------------------------- | --------------------------------------------------------------------------- | --------------------------------------------------------------------------- | --------------------------------------------------------------------------- |
| 11.                                                                         | Big Black Cloud, Little White Lie                                           | 3:05                                                                        |                                                                             |                                                                             |                                                                             |                                                                             |                                                                             |                                                                             |                                                                             |
| 12.                                                                         | Train (Village Hall mix)                                                    | 5:27                                                                        |                                                                             |                                                                             |                                                                             |                                                                             |                                                                             |                                                                             |                                                                             |
| 13.                                                                         | Train (Ewan Pearson 6/8 vocal)                                              | 7:31                                                                        |                                                                             |                                                                             |                                                                             |                                                                             |                                                                             |                                                                             |                                                                             |
| 14.                                                                         | El Train (T.Raumschmiere remix)                                             | 5:48                                                                        |                                                                             |                                                                             |                                                                             |                                                                             |                                                                             |                                                                             |                                                                             |
| 64:52                                                                       |                                                                             |                                                                             |                                                                             |                                                                             |                                                                             |                                                                             |                                                                             |                                                                             |                                                                             |

## Crédits
Crédits adaptés des notes du livret album de Black Cherry
| - Alison Goldfrapp : chant, synthétiseur - Will Gregory : synthétiseur - Nick Batt : synthétiseur Musiciens additionnels - Adrian Utley : guitare, basse (titre 2) - Andy Davis : guitare (titre 10) - Charlie Jones : basse (titre 8) - Rowan Oliver : batterie, percussions (titre 2) - Damon Reece : batterie (titre 8) - Mark Linkous : Casio (titre 2) | - Production, arrangements, enregistrement, Ingénierie, mixage (titres 2, 3, 5, 9, 10), remixage : Alison Goldfrapp, Will Gregory - Coproduction, programmation, ingénierie, enregistrement : Nick Batt - Coproduction, remixage : Ewan Pearson - Programmation (batterie) : Rowan Oliver(titres 3, 4, 6, 7) - Direction et orchestration des cordes : Nick Ingman - Mastering : Mike Marsh - Mixage (additionnel) : Tom Elmhirst, David Bascombe (titres 6, 8), T.Raumschmiere (remix) - Ingénierie (Pro Tools) : Bruno Ellingham - Ingénierie, mixage et enregistrement des cordes : Steve Orchard - Direction artistique, design : Alison Goldfrapp, Big Active - Illustrations, typo : Big Active - Photographie : Polly Borland - Livret album : Natsumi Itoh, Sumi Imai |